# Koopgarant
Koopgarant is in 2004 in Nederland door vier woningcorporaties ontwikkeld uit het voormalige Maatschappelijk Gebonden Eigendom. Koopgarant wordt ook wel aangeduid als vorm van 'Verkoop onder Voorwaarden' waarbij koopwoningen duurzaam betaalbaar worden gehouden voor starters met lagere en middeninkomens en de doorstroming vanuit de sociale- en middeldure huursector wordt bevorderd. Sinds een aantal jaar wordt de Koopgarantregeling ook op beperkte schaal toegepast door projectontwikkelaars. In april 2011 is de Koopgarantregeling ook voor projectontwikkelaars opengesteld, waardoor het voor hen aantrekkelijker is om onder Koopgarant te bouwen. 

## Werking
Bij  de verkoop van een Koopgarantwoning wordt door een woningcorporatie of projectontwikkelaar een prijsverlaging aangeboden op de marktwaarde van de woning en tevens een terugkoopgarantie gegeven. Bij de terugkoop delen de corporatie of ontwikkelaar de waardeontwikkeling volgens een vaste formule met de eigenaar-bewoner. De prijsverlaging bij verkoop, de zogenaamde 'koperskorting' heeft een directe relatie met het aandeel van de eigenaar-bewoner in de waardeontwikkeling van de woning bij terugverkoop. Hoe hoger de koperskorting, hoe lager het aandeel in de waardeontwikkeling voor de bewoner. De verhouding tussen de 'koperskorting' en het aandeel in de waardeontwikkeling - de fair-value balans - is door het ministerie van Volkshuisvesting, Ruimtelijke Ordening en Milieubeheer (VROM) vastgesteld. Koopgarant kent een terugkoopregeling: de corporatie of ontwikkelaar garandeert de koper de woning binnen 3 maanden terug te kopen. Hierdoor komt de woning altijd bij de woningcorporatie of belegger terug. Zo kan deze met Koopgarant de woning ook voor de volgende koper betaalbaar houden. 
Door de lagere prijs en de terugkoopregeling zijn koopgarantwoningen beter bereikbaar voor de lage- en middeninkomensgroepen. De eigenaar van de Koopgarantwoning wordt volledig eigenaar, er is dus geen sprake van een combinatie van huren en kopen. De Koopgarantregeling wordt zowel toegepast bij nieuwbouwwoningen als bij verkoop van voormalige huurwoningen. 
Een eigenaar van een Koopgarantwoning heeft recht op hypotheekrenteaftrek. Om de garanties voor eigenaar-bewoners verder te verbeteren kan op een Koopgarantwoning een hypotheeklening met Nationale Hypotheek Garantie worden afgesloten.
Koopgarant wordt door een onafhankelijke landelijke stichting in licentie beschikbaar gesteld aan verkopende woningcorporaties en vastgoedbeleggers die daarmee de eigen woonconsumenten bedienen. De stichting waarborgt de kwaliteit, toepassing en rechtszekerheid voor de kopers en verkopers.

## Koperskortingspercentage
De koopovereenkomst komt tot stand, met een van tevoren vastgesteld Koperskortingspercentage. 
De berekening van de koopsom bij terugkoop aan de woningcorporatie wordt berekend aan de hand van de formule: Uitgifteprijs + kwaliteitsverbetering + het aandeel van de eigenaar in de waardeontwikkeling. Het aandeel in de waardeontwikkeling wordt berekend aan de hand van de formule: (Taxatiewaarde bij terugkoop - kwaliteitsverbetering - Taxatiewaarde bij uitgifte) maal het percentage waarin de koper deelt in de opbrengst.

### Voorbeeldberekening waardestijging
Als een woning van € 200.000 wordt aangeboden met een koperskorting van 20%, en een aandeel in de waardeontwikkeling van 70%, waarbij de eigenaar een kwaliteitsverbetering doet door bijvoorbeeld een dakkapel te plaatsen van € 10.000,-, zou de berekening er zo uit kunnen zien (bedragen x € 1.000,-): 160+ 10+ (230-10-200)x70% = 184. De eigenaar heeft de woning gekocht voor 160 en voor 10 verbouwd. De woningwaarde is gestegen van 200 naar 230, inclusief de verbouwing. De eigenaar ontvangt 70% van de waardevermeerdering buiten de verbouwing, dus 70% van 20, totaal 14.
Zoals uit bovenstaande berekening blijkt, loopt de eigenaar 30% van de waardevermeerdering mis, in dit geval € 6.000,-. Daar staat tegenover dat de te financieren last (de hypotheek) € 40.000,- minder is. Bij een hypotheekrente van 5% is dit na 3 jaar terugverdiend. Bovendien heeft de eigenaar de mogelijkheid gehad om een woning te bezitten van € 200.000,- terwijl hij normaal gesproken slechts de mogelijkheid had om een maximale hypotheek af te sluiten van € 160.000,-

### Voorbeeldberekening waardedaling
Als dezelfde woning - gekocht voor 160 en voor 10 verbouwd - wordt verkocht tegen een gedaalde woningwaarde van € 200.000 naar € 175.000, inclusief de verbouwing. Dan betaalt de eigenaar 70% van de waardedaling, inclusief de verbouwing, dus 70% van 35, totaal 24,5. De berekening ziet er dan zo uit (bedragen x € 1.000,-): 160+ 10+ (175-10-200)x70% = 145,5. 
In dit geval is de woningeigenaar er in plaats van € 35.000,- (10 voor de dakkapel en 25 waardevermindering) slechts € 24.500 euro op achteruitgegaan. Oftewel, de woningcorporatie heeft 30% van het verlies voor haar rekening genomen.